# Partido Anarquista Pogo de Alemania

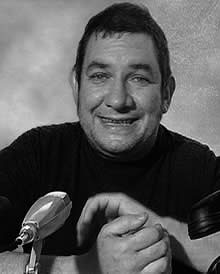
Wolfgang Wendland, candidato a canciller del APPD en 2005.

El Partido Anarquista Pogo de Alemania (en alemán: Anarchistische Pogo-Partei Deutschlands, o 'APPD') es un partido político satírico en Alemania, autoproclamado el partido de los mafiosos, los "parásitos sociales", los no votantes y los dañados por la política. Fue creado en 1981 por dos punks en Hannover y participó en las elecciones federales de Alemania de 1998 con la promesa de pagar a los votantes con cerveza gratis. Su publicación oficial es el periódico Armes Deutschland. El nombre del partido se refiere a la danza punk, el pogo.
El partido participó en las elecciones federales alemanas de 2005 con su candidato a canciller Wolfgang Wendland, quien también es el vocalista de la banda de punk Die Kassierer. Como partido político satírico, algunas de sus propuestas son el derecho al desempleo con salario completo, pensión para las juventudes en lugar de para los jubilados, la abolición de la policía y la educación obligatoria, el embrutecimiento total de la humanidad y la restauración de las fronteras alemanas vigentes en 1237, pertenecientes al Sacro Imperio Romano Germánico (una sátira sobre el objetivo de algunos partidos de extrema derecha de restaurar las fronteras alemanas vigentes en la época del nazismo, la Segunda Guerra Mundial y la Primera Guerra Mundial). Aboga por libertad, paz y aventuras y por la balcanización de Alemania dentro de las fronteras del Sacro Imperio Romano Germánico.

## Historia

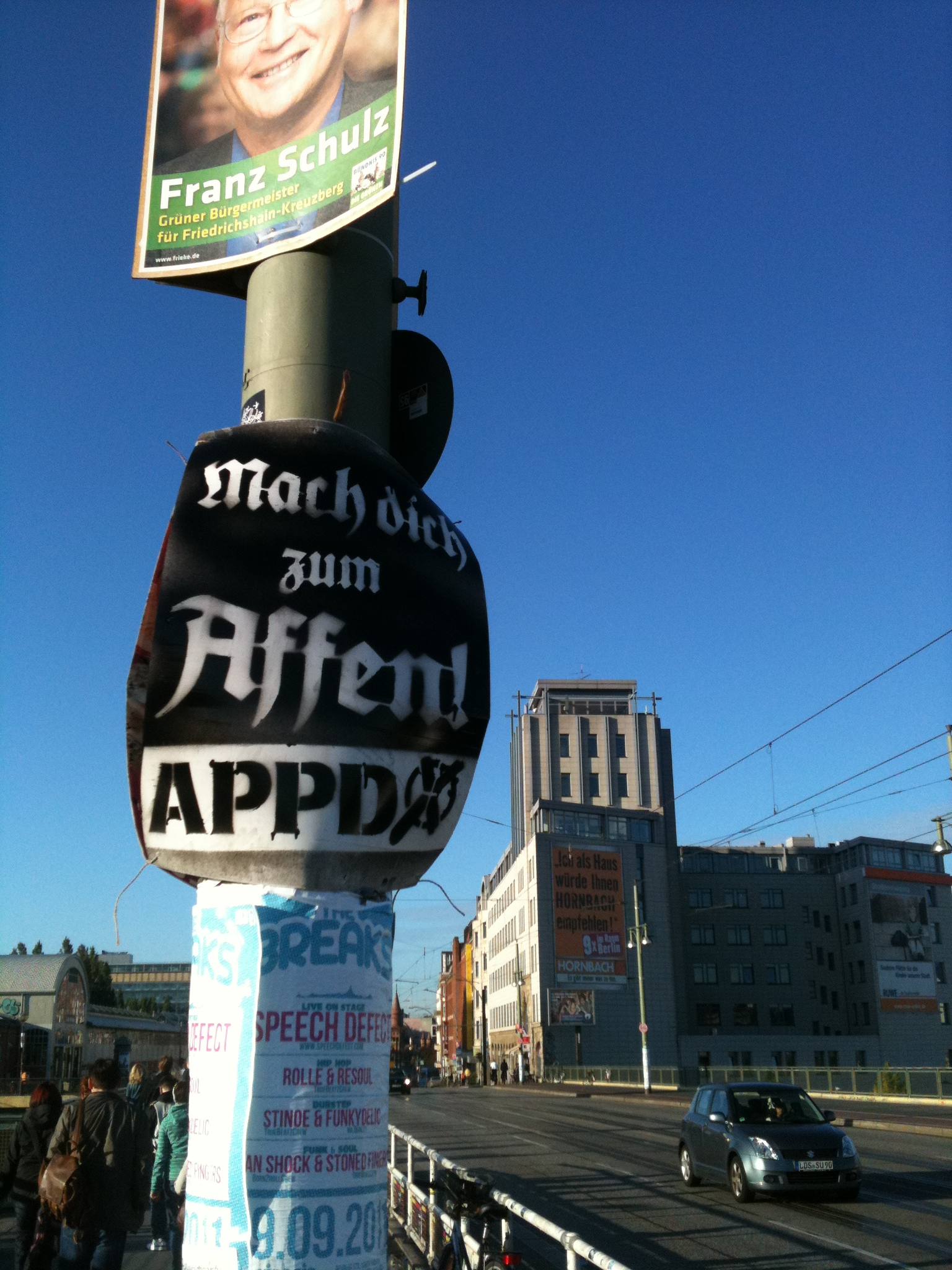
Afiche del APPD para las elecciones estatales de Berlín de 2011.

El partido fue fundado en 1981 en Hannover por dos jóvenes de 17 años. En los años siguientes se unieron muchos punks y muchas manifestaciones organizadas. El partido se disolvió en 1986, pero fue restablecido en 1994 y pronto decidió participar en elecciones.
En las elecciones estatales de Hamburgo de 1997 el APPD recibió un impresionante 5,3% de los votos en St. Pauli y se convirtió así en el cuarto partido más fuerte en ese distrito. Obtuvo un 0,5% en todo el estado.
En 1998, el APPD postuló a las elecciones federales con Karl Nagel como su candidato a la cancillería, y con el uso de consignas como "el trabajo es mierda" y "Beber, beber, todos los días sólo beber". El APPD fracasó, sin embargo, en ganar el 0,5% de los votos necesario para pagar a los votantes con cerveza gratis. Con aproximadamente 35.000  votos, lo equivalente al 0,1%, el APPD superó al Movimiento de Derechos Ciudadanos Solidaridad y también al Partido Comunista Alemán (DKP). Finalmente el partido se disolvió en 1999. 
En diciembre de 2000, el APPD se restableció en Múnich, pero no participó en las Elecciones Federales Alemanas de 2002. Recogieron un número suficiente de firmas para la participación en las elecciones europeas de 2004, sin embargo, esta les fue negada. Al año siguiente, el APPD participó en las elecciones federales, con poco éxito. Como resultado, en 2006 el Pogo-Partei se formó como escisión del APPD, fusionándose poco después con otros partidos en el partido satírico Die PARTEI. El APPD eligió a un nuevo presidente, Volker Stoi, y participó en las elecciones estatales de Berlín de 2011, con poco éxito. También participó en las elecciones estatales de Hesse de 2013, pero solo con candidatos directos.
En 2016 Peter Vehreschild fue elegido nuevo presidente del partido. Actualmente la formación es liderada por Saskia Schwabeland.